# Karaibka

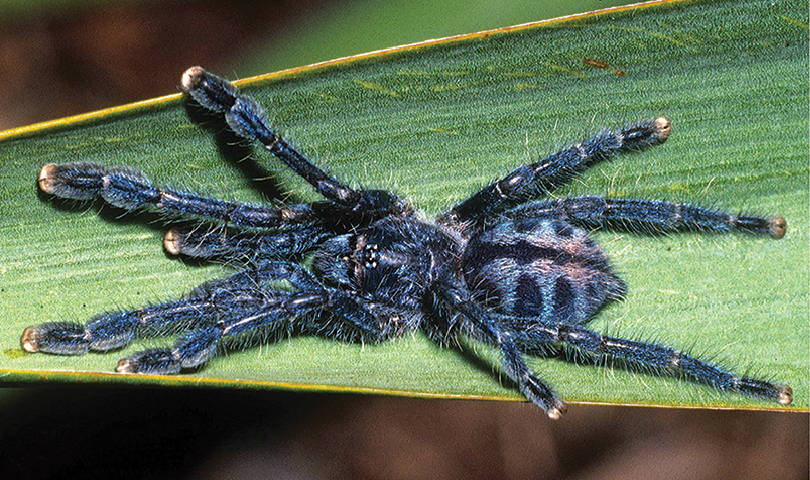
Karaibka myszoszara, osobnik młodociany

Karaibka (Caribena) – rodzaj pająków z rodziny ptasznikowatych i podrodziny Aviculariinae, które występują w rejonie Karaibów do czego nawiązuje nazwa rodzajowa oraz w języku polskim. 

## Taksonomia
Rodzaj ten wyróżniony został w 2017 roku przez C.S. Fukushimę i R. Bertaniego na podstawie analizy kladystycznej. Stanowi on grupę siostrzaną dla rodzaju Pachistopelma i obejmuje 2 opisane gatunki: 
- Caribena laeta (C. L. Koch, 1842) – karaibka myszoszara
- Caribena versicolor (Walckenaer, 1837) – karaibka wielobarwna, ptasznik wielobarwny

## Morfologia
Ptaszniki te mają karapaks dłuższy niż szeroki, z nieco wyniesioną częścią głowową, wyraźnym wzgórkiem ocznym i głęboką jamką środkową. Szczękoczułki pozbawione są rastellum. Na prawie kwadratowej wardze dolnej występuje 95–115 kuspuli. Prawie prostokątne szczęki mają 100–200 kuspuli w kątach wewnętrznych i przedni płat wyciągnięty w stożkowaty wyrostek. Tylne kąty dłuższego niż szerokiego sternum są ostre. Na opistosomie znajdują się włoski parzące typu II, które u obu płci są smukłe i dłuższe niż 1 mm. U osobników młodocianych opistosoma jest metaliczna z czarnym wzorem z pasów, u późniejszych stadiów natomiast wzór ten zanika. Wszystkie stopy są w całości porośnięte scopulae oraz w dystalnej połowie lub ⅔ maczugowatymi trichobotriami. Nadstopia I i II pary odnóży są w całości porośnięte scopulae, III pary w dystalnej połowie lub ⅔, a IV pary tylko w dystalnych ⅓ lub połowie. Scopulae dwóch pierwszych par stóp i nadstopi są szpatułkowato rozszerzone. Nogogłaszczki samca cechują prawie trójkątne cymbium i kulisty bulbus z małym subtegulum i 3–3,5 raza dłuższym od tegulum embolusem. Na retrolateralnym płacie cymbium występuje kolcowaty, ostry wyrostek. U samic spermateki są oddzielone i nieskręcone. 

## Występowanie
Ptaszniki nadrzewne. Znane z Portoryko, Wysp Dziewiczych Stanów Zjednoczonych i Martyniki.